# جبهة علماء الأزهر
جبهة علماء الأزهر تأسست بمدينة القاهرة 1946م المشهرة برقم 565 لسنة 1967م ، قبل تأسيس مجمع البحوث الإسلامية، ثم توقفت فترة أواخر الثمانينيات وعاودت نشاطها عام 1994 وتولى إدارتها الدكتور محمد الطيب النجار رئيس جامعة الأزهر الأسبق.
بدأ النزاع قام محافظ القاهرة عبد الرحيم شحاتة بحلّها وإغلاق مقرّها في يونيو 1998، وذكر مراقبون أن قرار المحافظ جاء بسبب غضب الحكومة من انتقادات الجبهة لشيخ الأزهر وأبرزها انتقاد لقاؤه مع الحاخام اليهودي إسرائيل لاو.
منذ تولى شيخ الأزهر د.محمد سيد طنطاوي مشيخة الأزهر عام 1996م، بدأ صراع ضد الجبهة لإصدارها فتاوى ضد رغبة الشيخ، فقام الأخير برفع دعاوى قضائية ضد الجبهة؛ حتى حصل علي حكم قضائي نهائي بحلها أواخر عام 1999م. ومنذ عام 2000م اختفت الجبهة حتي عاودت الظهور مرة أخرى من الكويت وأطلقت موقعا إلكترونيًا مُعلنة إحياء نشاطها ورسالتها.

## أعضاء بالجبهة
- رئيس الجبهة الحالي د.يحيى إسماعيل
- أ.د. العجمي الدمنهوري رئيس جبهة علماء الأزهر سابقاً
- أ.د. محمد عبد المنعم البري رئيس جبهة علماء الأزهر الأسبق
- شيخ الأزهر عبد الحليم محمود
- خيري ركوة
- السيد عسكر
- د.عبد الستار فتح الله سعيد
- أعضاء بجبهة علماء الأزهر

## وصلات خارجية
- موقع جبهة علماء الأزهر
- المحكمة الإدارية العليا بمصر تؤيد حل جبهة علماء الأزهر، الجزيرة نت، 20 يناير 2001م
- ردًّا على وكيل الأزهر: د. يحيى إسماعيل: جبهة علماء الأزهر كيان شرعي له تاريخ، إخوان أون لاين، 29 سبتمبر 2007م
- وكيل الأزهر: لن نعترف بجبهة علماء الأزهر، إسلام أون لاين، 16 سبتمبر 2007م
- بمناسبة إطلاق موقعها على الإنترنت: د. حبلوش: جبهة العلماء ظهير علمي وعملي للأزهر، إسلام أون لاين، 21 يوليو 2007
- تغريم نائب بالبرلمان المصري 50 ألف جنيه لصالح جبهة علماء الأزهر، جريدة الشرق الأوسط، 14 أبريل 2001